# Johan Helo
Johan Helo, född Helenius 22 augusti 1889 i Helsingfors, död 25 oktober 1966, var en finländsk jurist och politiker. Han var från 1929 gift med skådespelaren Lullan Valve.
Helo blev filosofie doktor 1914 juris utriusque kandidat 1928. Han och var lärare i matematik och fysik vid olika finskspråkiga läroverk 1911–1929. Han var drätseldirektör i Helsingfors 1922–1925 och 1934–1941 samt socialdirektör där 1945. Han var ledamot av Finlands riksdag för socialdemokraterna 1919–1922, 1924–1934 och för Demokratiska förbundet för Finlands folk (DFFF) 1944–1945. Han var socialminister 1926–1927, kommunikationsminister 1927, finansminister 1944–1945 och undervisningsminister 1945. 
Helo tillhörde från 1920-talet vänsteroppositionen inom socialdemokratiska partiet, vilket ledde till att han uteslöts ur detta 1940. Han var en av de så kallade sexlingarna och fick röster av dem i presidentvalet 1940 samt hölls fängslad under fortsättningskriget 1941–1944. Han blev medlem i Socialistiska enhetspartiet och medverkade i grundandet av Demokratiska Förbundet för Finlands Folk. Han var finländskt sändebud i Paris 1945–1956. Han skrev bland annat ett antal artiklar inom matematik och fysik samt minnen från fängelsetiden och de första efterkrigsåren, Vaiennettuja ihmisiä (1965).